# Vasile Burlă
Vasile Burlă, né le 9 février 1840 et mort le 9 janvier 1905, est un philologue roumain, originaire de l'empire d'Autriche.

## Biographie
Né à Opăițeni, un village du duché de Bucovine (en) qui fait aujourd'hui partie de l'Ukraine, il fréquente l'école primaire de la ville voisine de Storojynets. Il est ensuite allé au gymnasium de la capitale provinciale Czernowitz (Cernăuți), obtenant son diplôme à Beiuș dans la région de Crișana. Il fréquente les universités de Vienne et de Graz, obtenant un diplôme en philologie grecque et latine.

### Professeur
En 1873, il s'installe à Iași, dans l'Ancien Empire roumain, et est nommé professeur de grec et de latin au Lycée national (en). Il enseigne dans cette école pendant de nombreuses années et est directeur pendant un certain temps. Parmi ses élèves se trouvaient Nicolae Iorga et Mihail Sadoveanu. En 1925, à l'occasion du 20e anniversaire de sa mort, ses anciens élèves dédicacent un buste en bronze devant l'école.
De 1880 à 1890, il enseigne dans un lycée pour filles et, de 1898 à 1901, enseigne les classiques au Boarding High School. De 1875 à 1876, il est professeur suppléant à l'Université de Iași. Vers la fin de sa vie, il est inspecteur d'académie. Burlă prend sa retraite en 1901 ; il meurt quatre ans plus tard et est enterré au cimetière Eternitatea. Ses manuels comprennent Gramatica limbei grecești clasice (1873), Carte de exerciții latine (1888) et Gramatica limbei grecești, prelucrare după Curtius (1895).

### Philologue
Burlă rejoint la société Junimea en 1870 ; il est considéré comme un membre dirigeant et un collaborateur important de sa revue, Convorbiri Literare, où il publie de nombreux articles sur la philologie, ainsi que des polémiques. Avec l'écrivain Miron Pompiliu (ro) et le professeur Pavel Paicu, il fait partie d'un groupe « latiniste » de Transylvanie et de Bucovine qui a été imprégné par la langue latine comme base de sa vision culturelle. Il est considéré par ses collègues comme un spécialiste des langues classiques et surnommé « le philologue de Junimea ». Après le départ pour Bucarest du patron de la société Titu Maiorescu, Burlă fait partie d'un cercle (avec Ștefan Vârgolici (en), Alexandru Dimitrie Xenopol, Alexandru Lambrior et Pompiliu) qui se réunit au domicile de Iacob Negruzzi afin de simplifier les normes orthographiques de 1865. Burlă publie ses articles sur la linguistique sous le titre Studii filologice (1880). Il devient célèbre pour un débat sans fin avec son rival de Junimea, Bogdan Petriceicu Hasdeu, sur l'étymologie du mot rață (« canard »).

### Vie privée
Burlă épouse Matilda Cugler en 1872. Après le divorce du couple, il épouse Ecaterina Mavrogheni, augmentant considérablement sa situation sociale et financière.